# Munke Mølle
Munke Mølle A/S er en dansk virksomhed der producerer mel. Dens historie kan spores tilbage til en vandmølle ved Odense Å grundlagt i 1135, og dermed er den Danmarks ældste endnu fungerende virksomhed.
Virksomheden blev kongelig hofleverandør i 1985, men har siden mistet dette prædikat. Virksomheden er nu ejet af den svenske Lantmännen-koncern.
Munke Mølle blev grundlagt af benediktiner-munke i 1100-tallet, og regnes som Danmarks ældste virksomhed. 